# أرمين وولف
أرمين وولف (بالألمانية: Armin Wolf) هو صحفي ومقدم تلفزيوني ومذيع أخبار نمساوي، ولد في 19 أغسطس 1966 في إنسبروك في النمسا.

## وصلات خارجية
- أرمين وولف على موقع IMDb (الإنجليزية)
- أرمين وولف على موقع مونزينجر (الألمانية)